# 在日大韓基督教会京都教会
在日大韓基督教会京都教会（ざいにちだいかんキリストきょうかい きょうときょうかい, 朝鮮語: 재일대한기독교회 교토교회）は、京都市右京区西院北矢掛町20にある在日大韓基督教会の教会。本項では、同教会が運営する語学学校「京都信明学校」についても記載する。

## 沿革
1919年から京都市中京区壬生西新道に留学生が集まり、礼拝を捧げていた。そして1925年、当時京都帝国大学医学部の研究生だった崔明鶴が中京区壬生高通町にあった自宅に信徒を集め礼拝を捧げるようになる。その後右京区西院北矢掛町へ移転し、2007年12月に現在の礼拝堂（3代目）が竣工した。

## 京都信明学校
京都信明学校（きょうとしんめいがっこう）は、在日大韓基督教会京都教会が運営する韓国語学校。京都府から認可を受けた各種学校であり、韓国外交部在外同胞財団から助成を受ける在外韓国語学校でもある。

### 沿革
前身となった男女労働夜学校は、1919年から京都で礼拝を捧げていた朝鮮人留学生たちが同胞の朝鮮人労働者に対して読み書きを教えようと設立した学校であった。1930年代にかけて徐々に体制が整備されていったが、第二次世界大戦が勃発すると朝鮮語の使用が禁止となり、学校は一度閉鎖された。
1945年8月15日に戦争が終結すると、同年9月27日には教会の青年会が夜学部を担当し、学校が再開された。そして1949年4月、「京都教会夜間学校」として京都府から各種学校認定を取得することができた。その後1962年3月に現名称へと改名され、1965年の日韓基本条約締結後は日本人学生の受け入れも始めるようになった。

## アクセス
- 阪急京都本線西院駅から徒歩5分[要出典]。